# Мавзолей Абдуллаха Ансари
Мавзолей Абдуллаха Анса́ри, также называется Газа́р-Гах — мавзолей в афганском городе Герат, в котором покоится известный персидский поэт и суфий Ходжа Абдуллах ибн Мухаммад Аль-Ансари, родившийся и умерший в Герате. Один из главных ныне сохранившихся архитектурных памятников Герата.
Сразу после смерти Абдуллаха Ансари в 1098 году, его могила стала одним из объектов паломничества суннитов в Герат. Позднее над могилой суфия была построена небольшая гробница, а в 1425-1427 годах по инициативе младшего сына Тимураа, правителя империи Тимуридов Шахруха — отца Улугбека, было построено нынешнее здание мавзолея. Мавзолей построен в классическом хорасанском стиле персидской архитектуры, которая доминировала в стиле зданий эпохи Тимуридов.
В XX век из-за многочисленных военных действий состояние мавзолея резко ухудшилось. Мавзолей реконструировался в рамках программы по реконструкции исторических городов со стороны Ага-хана IV.